# Andreas Münzer
Andreas Münzer (Austrija - 14. ožujka 1996.) bio je profesionalni body builder poznat po ekstremno niskoj razini tjelesne masnoće, slavan u svojoj domovini Austriji, te ujedno poznat po svojoj tragičnoj smrti u 31. godini koju je uzrokovala pretjerana uporaba dopinga.

## Natjecanja
- 1986. European Amateur Championships MiddleWeight, šesto mjesto
- 1987. World Amateur Championships Light-HeavyWeight, treće mjesto
- 1988. World Amateur Championships Light-HeavyWeight, treće mjesto
- 1989. Mr. Olympia, trinaesto mjesto
- 1989. World Games Heavy Weight, prvo mjesto
- 1990. Arnold Classic, treće mj.
- 1990. Grand Prix Germany, treće mj.
- 1990. Mr. Olympia, deveto mj.
- 1991. Arnold Classic, deveto mj.
- 1991. Ironman Pro Invitational, treće mj.
- 1991. Mr. Olympia, nije se kvalificirao
- 1991. Pittsburgh Pro Invitational, četvrto mj.
- 1993. Arnold Classic, sedmo mj.
- 1993. Grand Prix Germany (2), drugo mjesto
- 1993. Grand Prix Germany, četvrto mj.
- 1993. Night of Champions, drugo mj.
- 1993. Mr. Olympia, deveto mj.
- 1994. Arnold Classic, peto mj.
- 1994. Grand Prix France, osmo mj.
- 1994. Grand Prix Germany, (2)peto mj.
- 1994. Mr. Olympia, deveto mj.
- 1995. Arnold Classic, četvrto mj.
- 1996. Arnold Classic, šesto mj.
- 1996. San Jose Pro Invitational, sedmo mj.

## Smrt
Bolovi u trbuhu su počeli nekoliko mjeseci prije njegova odlaska u Columbus, u saveznoj državi Ohio, na 1996. Arnold Classic.
Isprva je to bila obična bol pa Münzer nije obraćao pozornost. No, bol je postajala sve učestalija. Počeo se žaliti na bol svojim prijateljima u teretani. Isprobavao je neke lijekove za učvršćivanje trbuha.
Nakon osvojena šestog mjesta na Arnold Classic natjecanju 2. ožujka 1996., raspoloženje mu je bilo vrlo slabo. ˝Čovječe, zašto se ne smiješ?˝ Priupitao ga je njemački službenik.
Ujutro 13. ožujka, bolovi u trbuhu su postali vrlo intenzivni. Utroba mu je bila naotečena i tvrda. Odveden je u bolnicu. Liječnici su mu dijagnosticirali krvarenje u trbušnoj šupljini, no nisu uspjeli zaustaviti krvarenje. Odveden je u Sveučilišnu Bolnicu. U 19:00 kirurzi su se odlučili na operaciju kako bi zaustavili krvarenje u Münzerovom želucu. Münzer je preživio operaciju, no problemi su se počeli umnožavati nevjerojatnom brzinom. Krv mu je bila vrlo viskozna, te se sporo kretala kroz krvožilni sustav. Bio je krajnje dehidriran zbog diuretika koje je rabio danima prije svog natjecanja. U jetri su pronađeni tumori veličine loptice za stolni tenis, a čiji se nastanak povezuje sa zlouporabom anabolika. Münzerovo tijelo je zapalo u šok. Nakon otkazivanja jetre, otkazali su mu i bubrezi. Dana mu je transfuzija, no bilo je prekasno. Münzerovo je srce izdržalo još malo, no do jutra bio je mrtav. Imao je 31 godinu.
Organi su mu sličili (i anatomski i fiziološki) organima 80 godišnjeg starca. Münzer nije rabio samo brojne anaboličke steroide u nepojmljivo visokim dozama nego i hormon rasta, inzulin, testosteron, aspirin, efedrin, tirodni hormon, te tik pred natjecanje furosemid i kalijev kanreonat u obliku injekcija.

## Vanjska poveznica
- Fotografije Andreasa Münzera